# 亮珠河
亮珠河，位于中华人民共和国黑龙江省中部的一条河流，是蚂蚁河右岸支流，有东、西两源，主源东亮珠河发源于尚志市东北光山东南麓，先向南再转西南，流经	亚布力林业局跃进林场、华山林场，于亮河镇森林村以西左纳西亮珠河后干流始称“亮珠河”，西流至亮河镇转北流，经庆阳镇、延寿县中和镇等地，过庆阳农场七队后成为延寿县与方正县的界河，西北流至延寿县加信镇利民村以北汇入蚂蚁河。河流全长130千米，流域面积2614平方千米，河道平均比降1.33‰，年均径流量7.98亿立方米。亮珠河上游三面环山，森林茂密；下游河谷冲积平原种植水稻、黄豆、玉米等作物，该地区所产大米品质优良。